# Позивање на тон
Позивање на тон је логичка грешка која настаје када се у потпуности занемари суштина изнесеног аргумента, а пажња се скреће на тон излагања или начин на који је тај аргумент изнесен. Генерално, када је ова грешка у питању, изнесени аргумент се одбија као погрешан уз образложење да је говорник сувише агресиван, да испољава мржњу, те да није довољно смирен, фин, пристојан и друго. Често се опонент позива и на то да противник вређа или користи ружне речи.
Грешка се често користи да би се саговорник намерно избацио из колосека или ућуткао. Најчешће је разлог за такво скретање с теме неспособност да се аргумент оповргне. Некада се деси када се позива на тон да саговорник стварно није способан да сагледа суштину аргумента и зато повишава тон. Али, тон којим је аргумент изнесен не утиче на његову валидност.
Позивање на тон је посебна верзија црвене харинге, а у неким случајевима може бити и аргумент против човека.

## Примери
- Води се веома жустра и гласна расправа о стварности Земље. Марко виче: "Немој да си толико затуцан, необразован и глуп! Научно је доказано да је Земља стара више од четири милијарде година! То се лако показује радиокарбонским датирањем!" Стеван одговара: "Ја знам да је Земља стара 6.000 година, али пошто ниси способан да дискутујеш цивилизовано, овај разговор је завршен."

Овде се као аргумент против научних доказа износи тон којим је она изнесена, што је потпуно невалидно у дискусији.
- Милена: "Шта то рече, Стеване? Еволуција је чиста лаж?! Онда ниси савладао ни градиво из биологије за пети разред основне школе." Стеван: "Е, сад си ме стварно увредила! Немамо више о чему да разговарамо."

Овде нема увреде, иако се Стеван претвара да има, јер се стварно докази за еволуцију уче још у основној школи.